# Пісочна (платформа)
Пісочна — залізнична платформа біля селища Пісочний, на дільниці Жовтневої залізниці між станцією Левашово та платформою Дибуни. Відкрита в 1904 році. Електрифікована в 1951 році в складі дільниці Санкт-Петербург-Фінляндський — Зеленогорськ. Над коліями між платформами побудовано критий пішохідний міст з пандусом.